# Agrotis nili
Agrotis nili är en fjärilsart som beskrevs av George Thomas Bethune-Baker 1894. Agrotis nili ingår i släktet Agrotis och familjen nattflyn. Inga underarter finns listade i Catalogue of Life.